# 米粮镇
米粮镇，是中华人民共和国陕西省商洛市镇安县下辖的一个乡镇级行政单位。
2015年，陕西省民政厅批复同意撤销灵龙镇，并入米粮镇（除三义村外）。

## 行政区划
米粮镇下辖以下地区：
八一村、丰河村、门里村、水峡村、欢迎村、红卫村、光明村、联盟村、清泉村、月明村、树坪村、西河村、岩子村、江西村、东铺村、清泥村、界河村、安乐村、蜂王村和莲池村。